# Sisotiya
Sisotiya (en népalais : सिसौटिया) est un comité de développement villageois du Népal situé dans le district de Sarlahi. Au recensement de 2011, il comptait 9 766 habitants.